# The First Step: Treasure Effect
The First Step: Treasure Effect è il primo album in studio del gruppo musicale sudcoreano Treasure, pubblicato l'11 gennaio 2021 dalla YG Entertainment.

## Descrizione
La versione fisica dell'album ha tre tipologie di CD: Blue, Green e Orange.
Una versione in lingua giapponese dell'album è stata pubblicata il 31 marzo 2021. L'album contiene le versioni giapponesi di tutte le loro canzoni precedenti così come Beautiful.

## Tracce
1. My Treasure – 3:15 (testo: Bigtone, Min Yeon-jae, Choi Hyun-suk, Yoshi, Haruto – musica: Future Bounce, AFTRSHOK, Geist Way, CSCS, H.Kenneth, Pollock)
2. Be With Me (나랑 있자; nalang issja; lit. Stay With Me) – 3:08 (testo: Rovin, Kim Kyung, Choi Hyun-suk, Yoshi, Haruto – musica: Rovin, Kim Sang-wook)
3. Slowmotion – 3:10 (testo: Lee Chan-hyuk, Choi Hyun-suk, Yoshi, Haruto – musica: Lee Chan-hyuk, Millennium, Kim Chang-hoon)
4. Boy – 3:16 (testo: Se.A, Choice37, Choi Hyun-suk, Haruto – musica: Choice37, R.Tee, Hae, Se.A)
5. Come to Me (들어와; deul-eowa; lit. Come In) – 3:24 (testo: Rovin, Kim Kyung, Bigtone, Choi Hyun-suk, Yoshi, Haruto – musica: Rovin)
6. I Love You (사랑해) – 3:01 (testo: R.Tee, Yoshi, Choi Hyun-suk, Haruto – musica: R.Tee)
7. B.L.T (Bling Like This) – 3:25 (testo: Kim Dong Joon, Choi Hyun-suk, Yoshi, Haruto, Trnc – musica: Q, Trnc)
8. Mmm (음; eum; lit. Well) – 3:28 (testo: Godok, Choi Hyun-suk, Haruto, Yoshi – musica: Future Bounce, AFTRSHOK, Czaer, Awry, Jan Baars, Nathan Lewis, Brian U)
9. Orange (오렌지; olenji) – 4:16 (testo: Asahi, Haruto, Choi Hyun-suk, Yoshi – musica: Asahi, Future Bounce)
10. Going Crazy (미쳐가네; michyeogane) – 3:44 (testo: Future Bounce, Bigtone – musica: Future Bounce)

Durata totale: 34:07
1. I Love You (Piano ver.) – 3:01 (testo:   - R.Tee
  - Yoshi
  - Choi Hyun-suk
  - Haruto
 – musica: R.Tee)
2. Mmm (Rock ver.) – 3:28 (testo:   - Godok
  - Choi Hyun-suk
  - Haruto
  - Yoshi
 – musica:   - Future Bounce
  - AFTRSHOK
  - Czaer
  - Awry
  - Jan Baars
  - Nathan Lewis
  - Brian U
)

Durata totale: 6:29

## Classifiche
| Classifica (2021) | Posizione massima |
| ----------------- | ----------------- |
| Corea del Sud     | 1                 |
| Giappone          | 7                 |